# Tungro du riz
Le tungro du riz est une maladie virale qui affecte les cultures de riz en Asie du Sud et du Sud-Est. Cette maladie a été observée pour la première fois aux Philippines en 1963. Elle cause des dégâts importants, les pertes de rendement pouvant atteindre 30 % en cas d'épidémie. « Tungro » est un terme emprunté à un dialecte philippin qui signifie « croissance dégénérée ». Cette maladie est due à un complexe de virus transmis principalement par une espèce de cicadelles, Nephotettix virescens, selon un mode semi-persistant. 
La présence de la maladie a été par la suite signalée en Malaisie, où elle est connue sous le nom de Penyakit merah (maladie rouge), en Indonésie (mentek, midgel), en Thaïlande (feuille jaune-orange) et en Inde (avec un virus ressemblant au tungro), la transmission par Nephotettix virescens ayant chaque fois été confirmée.

## Agents causaux
La maladie du  tungro est due à un complexe viral qui associe deux espèces de virus très différentes sur le plan génétique :
- le Rice tungro spherical virus (RTSV), ou virus sphérique du tungro du riz, qui est un virus à ARN à simple brin du genre Waikavirus (famille des Secoviridae) ,
- le Rice tungro bacilliform virus (RTBV), ou virus bacilliforme du tungro du riz, qui est un virus à ADN à double brin du genre Tungrovirus (genre monotypique, famille des Caulimoviridae)[1].

Le RTSV agit comme un virus auxiliaire pour la transmission du RTBV et une infection simultanée par ces deux virus permet le développement de la maladie et l'expression complète des symptômes.

## Symptômes
Les principaux symptômes observés sur les plants de riz atteints par le tungro sont le rabougrissement des plantes et la décoloration des feuilles, dont la teinte varie entre différentes nuances de jaune et d'orange. Le changement de couleur commence à l'extrémité de la feuille et peut s'étendre ou non à la partie inférieure du limbe.
C'est généralement la portion supérieure qui est décolorée. Les jeunes feuilles peuvent avoir un aspect marbré et les vieilles feuilles présentent des points de couleur rouille et de tailles variées. La floraison des plants contaminés est retardée. Les panicules sont petites, incomplètement déployées, et portent des grains pour la plupart stériles ou partiellement remplis, souvent couverts de petites taches marron foncé.

## Vecteurs
Les vecteurs connus de la maladie du tungro sont six espèces de cicadelles (famille des Cicadellidae), à savoir Nephotettix virescens, Nephotettix cincticeps , Nephotettix nigropictus, Nephotettix parvus , Nephotettix malayanus et Recilia dorsalis. Toutefois Nephotettix parvus et Nephotettix malayanus ont peu de relations biologiques avec le riz et Nephotettix cincticeps n'est pas distribuée en Asie du Sud et du Sud-Est dans les zones où le tungro est prédominant. 
Parmi les trois espèces de cicadelles véritablement vectrives du tungro, Nephotettix virescens est le vecteur le plus efficace. Nephotettix nigropictus et Recilia dorsalis sont moins efficaces et leur efficacité de transmission du tungro variable selon les colonies et les emplacements testés.
Le premier vecteur identifié a été Nephotettix  virescens, qui fut signalé par l'IRRI aux Philippines. Une autre espèce de cicadelles  Nephotettix nigropictus a été signalée aux Philippines et en Thaïlande comme vecteur de cette maladie. L'IRRI a également identifié deux autres espèces de cicadelles, Nephotettix parvus et Nephotettix malayanus,.
Le vecteur principal du  tungro, Nephotettix  virescens, est monophage et est limité à Oryza sativa et à certaines espèces de riz sauvages étroitement apparentées. Dans l'intervalle entre les cultures successives de riz, cette cicadelle survit grâce à une croissance régénérée à partir de chaumes de riz et de repousses spontanées.

## Méthodes de lutte
La lutte contre la maladie du tungro repose essentiellement sur des pratiques culturales visant à assurer la prévention :
- enlèvement et destruction par brûlage des chaumes contaminés,
- éradication des insectes vecteurs,
- élimination des mauvaises herbes des rizières qui peuvent constituer des réservoirs des virus, notamment Echinochloa colona, Echinochloa crus-galli, Echinochloa indica, Ischaemum rugosum, Dactyloctenium aegyptium[4].

Il existe aussi des cultivars de riz résistants aux virus du tungro. Exemples de cultivars résistants : 'Ambamohar 102', CR 163-3-CRRP-50', 'Kataribhog', 'Krishna', 'Latisail', 'Neela', 'Pankhari 203', 'Ratna', 'Saket-4', 'Tyinaee', 'Vanaprabha', 'Vijaya'.